# Bryobia berlesei
Bryobia berlesei är en spindeldjursart som beskrevs av Eyndhoven 1957. Bryobia berlesei ingår i släktet Bryobia och familjen Tetranychidae. Inga underarter finns listade.